# Joaquín Arias (labdarúgó)
Joaquín Arias (1914. november 12. – ?), kubai válogatott labdarúgó.
A kubai válogatott tagjaként részt vett az 1938-as világbajnokságon.

## Külső hivatkozások
- Joaquín Arias (labdarúgó) – a FIFA adatbázisában